# Experimento mental

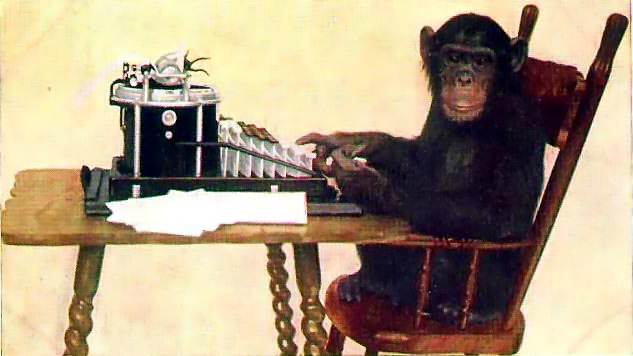
Ejemplo: ¿Podría un chimpancé redactar el Quijote tecleando aleatoriamente sobre una máquina de escribir? Realizando un sencillo cálculo de probabilidades, se deduce que no bastaría la edad del universo para que lo consiguiera. Sin embargo, si cada vez que la tecla pulsada fuera la que corresponde al texto buscado, esta pulsación se guardara como correcta y se pasara a la letra siguiente, el chimpancé acabararía escribiendo el Quijote en un tiempo razonable (ejemplo para intentar explicar cómo funciona la evolución darwinista, preservando los aciertos, y eliminando los errores)

Un experimento mental es un recurso de la imaginación empleado para investigar la naturaleza de las cosas. En su sentido más amplio es el empleo de un escenario hipotético que nos ayude a comprender cierto razonamiento o algún aspecto de la realidad. Existe una gran variedad de experimentos mentales y se utilizan en campos tan variados como la filosofía, el derecho, la física y la matemática. Sin embargo, todos emplean una metodología racional independiente de consideraciones empíricas, en el sentido de que no se procede por observación o experimentación física (otra forma de realizar la misma distinción sería entre lo a priori y lo a posteriori).
En filosofía, los experimentos mentales se utilizan por lo menos desde la Antigüedad clásica, algunos filósofos presocráticos, y eran igualmente bien conocidos en el derecho romano. Varias teorías o posturas filosóficas se fundan en los resultados de experimentos mentales: el dilema del tranvía en ética, la habitación china y la tierra gemela en filosofía del lenguaje, el cerebro en una cubeta y el cuarto de Mary en filosofía de la mente, etc.
En física, el siglo XVII fue testigo de experimentos mentales brillantes por parte de Galileo, Descartes, Newton y Leibniz. La creación de la mecánica cuántica y la relatividad son casi impensables sin el papel crucial jugado por los experimentos mentales. Dos ejemplos famosos de experimentos mentales en física son el demonio de Maxwell y el gato de Schrödinger.

## Origen y uso del término
Witt-Hansen estableció que Hans Christian Ørsted fue el primero en utilizar el término latino-germano Gedankenexperiment (literalmente experimento de pensamiento) hacia 1812, y fue también el primero en emplear el equivalente alemán Gedankenversuch en 1820. Tiempo después Ernst Mach usó el término Gedankenexperiment de forma diferente para denotar exclusivamente la conducción imaginaria de un experimento real que, de forma subsecuente, sería un experimento físico real llevado a cabo por sus estudiantes, y de allí el contraste entre la experimentación física y mental. El término inglés thought experiment (experimento mental) se empleó por primera vez en la traducción de 1897 de un ensayo de Mach, y anteriormente no había forma de categorizarlo o denominarlo.

## Ejemplos

### Física
- Brownian ratchet, una máquina de movimiento perpetuo propuesta por Richard Feynman que viola la segunda ley de la termodinámica pero no ejerce tampoco trabajo
- Conos de Casimir, una base de máquinas cercanas al movimiento perpetuo alimentadas por entropía
- Barco de Galileo, una explicación clásica del principio de la relatividad
- Experimento GHZ, un experimento mental en mecánica cuántica
- Paradoja EPR, una paradoja de la mecánica cuántica: consiste en un experimento mental propuesto por Albert Einstein, Boris Podolsky y Nathan Rosen en 1935. Algunas formas reales de este experimento se han realizado con el nombre de quantum entanglement o teleportación cuántica
- Demonio de Maxwell, una paradoja termodinámica propuesta por James Clerk Maxwell en 1871
- Gato de Schrödinger, la paradoja por excelencia de la mecánica cuántica
- Paradoja de los gemelos, la paradoja más famosa de la relatividad especial
- Cubo de Ernst Mach y el principio de Mach, un experimento mental sobre la naturaleza de las fuerzas no inerciales del cerebro
- Amigo de Wigner
- Wittgenstein's rod, un ejercicio de visualización en ingeniería mecánica
- Argumento de Bucket, que afirma que el espacio es absoluto, no relativo
- Teoría de la refracción de Platón
- Suicidio cuántico

### Filosofía
- Asno de Buridan
- Basilisco de Roko
- Cerebro en una cubeta
- Dilema del tranvía
- Habitación china (en filosofía de la mente, inteligencia artificial y ciencias cognitivas)
- Máquina de experiencias, un recurso utilizado por Robert Nozick en contra del hedonismo
- Paradoja de Zenón, un problema clásico griego sobre la naturaleza del infinito
- Posición original, en la filosofía moral y política de John Rawls
- Problema de Molyneux
- Cuarto de Mary, en filosofía de la mente
- Tierra Gemela, propuesto por Hilary Putnam en la filosofía del lenguaje
- Violinista de Thompson
- Personas que se dividen como amebas